# Deutsche Konjugation
Die deutsche Konjugation (von lateinisch coniugatio ‚Verbindung‘) beschäftigt sich mit der Flexion (Beugung) von Verben in der deutschen Grammatik.

## Überblick
Wie in allen germanischen Sprachen ist der Unterschied zwischen starken Verben und schwachen Verben bedeutsam.
In der sekundären Konjugation der Verben unterscheidet das Deutsche drei Personen (1. Person, 2. Person und 3. Person) und zwei Numeri (Singular und Plural). Das Verb steht in PN-Kongruenz zum Subjekt des Satzes.
Die deutsche Sprache tendiert dazu, den Gebrauch von Hilfsverben gegenüber der synthetischen Flexion vorzuziehen. Während dies beim Passiv und dem Futur vollkommen normal ist, vermuten manche das langsame Aussterben der Konjunktive oder sogar des Präteritums.

### Verbformen
Infinite Verbformen (unbestimmt) geben keine Person, Zeit, Zahl (Singular, Plural) an
- Infinitiv (Nennform): laufen, tanzen, essen, gehen, nennen, gucken …
- Partizip 1: laufend, tanzend, essend, gehend, nennend, guckend  …
- Partizip 2: gelaufen, getanzt, gegessen, gegangen, genannt, geguckt …

Finite Verbformen (bestimmt): Die Endung des Verbs ändert sich, wenn es in Personen gesetzt wird. Personalform gibt Person, Zeit, Zahl an.
- gingst: 2. Person/Singular/Indikativ/Präteritum/aktiv
- kämen: 1. oder 3. Person/Plural/Konjunktiv II (Gleichzeitigkeit)/aktiv

### Tempusformen
Das Deutsche kennt nur zwei eigentliche Zeiten, nämlich Präsens und Präteritum, mit deren Hilfe sämtliche Tempusformen gebildet werden; allerdings weichen manche Konjunktiv-II-Formen von der eigentlichen Präteritum-Ableitung ab (siehe unten).

#### Zeitachse der Gegenwart
- Präsens (zur Sprechzeit aktuell: Ich schreibe.)
- Perfekt ([lat.:„Vollendet“] jetzt vollzogen: Ich habe geschrieben.)

#### Zeitachse der Vergangenheit
- Präteritum (damals aktuell: Ich schrieb.) Für Jacob Grimm ist das Präteritum die einzige echte Zeitform, die das Deutsche hat. Es ist die klassische Erzählvergangenheitsform (episches Präteritum). In Norddeutschland ist der Gebrauch des Präteritums in der Umgangssprache nahezu unverzichtbar, allerdings nimmt das Perfekt im Gebrauch zu. Dahingegen wird in Süddeutschland, Österreich und in der Schweiz mit der Ausnahme der Hilfs- und Modalverben statt des Präteritums auch dort das Perfekt verwendet, wo in Norddeutschland das Präteritum üblich wäre. Die alemannischen Dialekte, die in diesen Gebieten als Mundart gesprochen werden, kennen das Präteritum nicht. In Österreich nimmt bei Erzählungen in der Umgangssprache wiederum der Präteritumgebrauch zu. Möglicherweise wird der Zeitengebrauch im Norden wie im Süden durch länderübergreifendes Fernsehen beeinflusst.
- Plusquamperfekt (damals bereits vollzogen: Ich hatte ihm geschrieben.)
- Doppeltes Perfekt („Ich habe ihm geschrieben gehabt“); das Doppelte Perfekt ist im Süden des deutschen Sprachraums entstanden, um Vorzeitigkeit auszudrücken, wenn im Perfekt erzählt wird. Es wird nur umgangssprachlich verwendet, und sein Gebrauch gilt in der Schriftsprache als ungrammatisch.
- Doppeltes Plusquamperfekt („Ich hatte ihm geschrieben gehabt“): Das Doppelte Plusquamperfekt wird ausschließlich umgangssprachlich verwendet – und ist auch in diesem Bereich selten zu beobachten – und wird standardsprachlich als inkorrekt angesehen.

#### Zeitachse der Zukunft
- Futur I (demnächst erst aktuell: Ich werde schreiben.)
- Futur II (erst zum genannten Zeitpunkt vollzogen: Ich werde morgen geschrieben haben.)

- Futur III („Ich werde ihr geschrieben gehabt haben“): Das Doppelte Futur II findet selbst in der heutigen Umgangssprache kaum Verwendung und ist – ebenso wie das Doppelte Plusquamperfekt – standardsprachlich nicht akzeptiert.

#### Bildung der Tempusformen
Die Formen der Vergangenheitstempora Plusquamperfekt und Perfekt werden mit den Hilfsverben haben oder sein und dem Partizip Perfekt (Partizip II) gebildet. Das Präteritum verwendet den Stamm des Infinitivs. Die Futurformen werden mit dem Verb werden (Futur I) bzw. werden und haben/sein (Futur II) gebildet.
Plusquamperfekt, Futur II und auch Futur I werden eher selten in der gesprochenen Sprache verwendet. Manche Dialekte kennen diese Tempora nicht. Einige Dialekte kennen dafür das „Plusplusquamperfekt“ oder „doppeltes Perfekt“ (z. B. Er hat ihn gesehen gehabt). Süddeutsche Dialekte haben kein Präteritum mit Ausnahme der Modal- und Hilfsverben. Im Schweizerdeutschen gibt es überhaupt kein Präteritum. Das Plattdeutsche kennt dagegen alle sechs Zeitformen, wobei die Futurformen mit sollen (auf Platt: sölen oder schölen [ik sall/schall]) gebildet werden.

### Diathese / Genus verbi
Das Deutsche unterscheidet zwischen Aktiv und Passiv. Das Genus verbi des Mediums, das in einigen indogermanischen Sprachen zu finden war, entspricht formal dem Aktiv oder wird mittels Reflexivpronomen verdeutlicht und findet sich vereinzelt auch im Deutschen („Das Buch liest sich gut.“).
Insbesondere im formalen Deutsch ist das Passiv wichtig. Es wird aus den Hilfsverben werden bzw. sein und dem Partizip Perfekt gebildet und verkehrt die Perspektive des Aktivsatzes.
Der Patiens wird Ausgangspunkt, der Agens verliert die Subjektrolle und kann auch wegfallen, so dass der „Täter“ (ohne einen Zusatz wie „durch“ oder „von“) unbekannt bleibt.
Beispiel: Die Frau beobachtete den Unfall. – Der Unfall wurde (von der Frau) beobachtet.
Das Deutsche unterscheidet zwischen dem Vorgangspassiv, das semantisch den Passiva der meisten anderen europäischen Sprachen entspricht und das meist mit dem Hilfsverb werden gebildet wird, und dem Zustandspassiv mit dem Hilfsverb sein. Diese Unterscheidung fehlt in vielen verwandten Sprachen.
Während das Vorgangspassiv den Verlauf der Handlung ausdrückt, hebt das Zustandspassiv das Ergebnis der Handlung hervor (vgl. resultativ).

#### Passiv
Das Passiv ist die „Täter“-abgewandte Aussageform des Verbs, auch Leideform genannt.
Die deutsche Sprache unterscheidet (mindestens) drei Passivformen:
- Vorgangspassiv (VP)
- Zustandspassiv (ZP), vgl. resultativ
- Rezipientenpassiv (RP), auch Dativpassiv

| Tempus          | Vorgangspassiv                | Zustandspassiv                     | Rezipientenpassiv                           |
| --------------- | ----------------------------- | ---------------------------------- | ------------------------------------------- |
| Präsens         | ich werde gesehen             | die Tür ist geöffnet               | er bekommt das Buch weggenommen             |
| Präteritum      | ich wurde gesehen             | die Tür war geöffnet               | er bekam das Buch weggenommen               |
| Perfekt         | ich bin gesehen worden        | die Tür ist geöffnet gewesen       | er hat das Buch weggenommen bekommen        |
| Plusquamperfekt | ich war gesehen worden        | die Tür war geöffnet gewesen       | er hatte das Buch weggenommen bekommen      |
| Futur I         | ich werde gesehen werden      | die Tür wird geöffnet sein         | er wird das Buch weggenommen bekommen       |
| Futur II        | ich werde gesehen worden sein | die Tür wird geöffnet gewesen sein | er wird das Buch weggenommen bekommen haben |

Umgangssprachlich wird das Rezipientenpassiv auch mit kriegen statt mit bekommen gebildet.

### Modus
Im Deutschen gibt es die folgenden Modi:
- den Indikativ (Wirklichkeitsform): „Paul kommt.“
- den Imperativ (Befehlsform): „Paul, komm!“
- und den Konjunktiv (Möglichkeitsform): „Paul komme. Paul käme. Paul würde kommen.“

#### Imperativ
Man unterscheidet zwischen Imperativ-Formen ohne Personalpronomen (zum Beispiel geh! oder geht!) und Ersatzformen mit Personalpronomen, die anstelle nicht existierender Imperativ-Formen verwendet werden (gehen wir! oder gehen Sie!). Außer der 1. Person Plural, die linguistisch einen Adhortativ darstellt, sind alle anderen Formen als Befehl an eine anwesende Person oder Gruppe von Personen zu sehen, auch wenn sich der Imperativ mit der höflichen Anrede „Sie“ syntaktisch an die 3. Person richtet und somit auch als Jussiv interpretiert werden kann.
Im Singular entspricht der flektierte Imperativ im Deutschen der Verbform der 2. Person Singular ohne Personalpronomen und ohne die Endung „-st“. Im Plural wird nur das Pronomen weggelassen: „du arbeitest“ → „arbeite!“; „ihr lernt“ → „lernt!“
Bei starken Verben mit Umlaut in der 2. und 3. Person Singular entfällt der Vokalwechsel: „du läufst“ → „lauf!“
Abweichend von diesem Muster entsprechen die Imperativ-Formen für sein, werden und wissen dem Infinitiv ohne die Endung „-(e)n“: „sei!/seid!“, „werde!/werdet!“, und „wisse!/wiss(e)t!“
Bei Verben wie „rechnen“ oder „atmen“, bei denen aus dem Wortstamm ein e entfällt (siehe Rechen(-regel), Atem) ist die Imperativ-Form mit der Endung „-e“ – also „rechne!“ – die einzig mögliche Variante. Bei Verben auf „-eln“ und „-ern“ muss zum Wortstamm ohne die Endung „-st“ ebenfalls ein „-e“ angefügt werden: „wandere!“; bei den Verben auf „-eln“ kann außerdem das e im Wortstamm entfallen: „sammele!“ oder „sammle!“ Starke Verben mit Vokalwechsel im Imperativ können kein -e als Endung bekommen, es heißt nur: „wirf!“, „gib!“, „iss!“.

#### Konjunktiv
Im Allgemeinen bezeichnet der Konjunktiv Unwirkliches: Wünsche, Vermutungen, Möglichkeiten u. Ä. Man unterscheidet zwei Standardformen, in deren Verhältnis zueinander die Tempusdifferenzierung heute keine Rolle mehr spielt:
- Konjunktiv I
- Konjunktiv II

Anstelle des Konjunktivs I und II verwendet man – v. a. umgangssprachlich – oft die sogenannte „Konjunktiv-Ersatzform“ (auch „Würde-Form“, „Konditional“ oder Konjunktiv III u. Ä. genannt).
Man unterscheidet beim Konjunktiv I folgende Formen:
- Konjunktiv I der Gleichzeitigkeit (auch: Konjunktiv Gegenwart/Präsens)
- Konjunktiv I der Vorzeitigkeit (auch: Konjunktiv Vergangenheit/Perfekt)
- Konjunktiv I der Nachzeitigkeit (auch: Konjunktiv Futur; zwei Varianten: Konjunktiv Futur I und Futur II)

Beim Konjunktiv II werden folgende Formen unterschieden:
- Konjunktiv II der Gleichzeitigkeit (auch: Konjunktiv Präteritum)
- Konjunktiv II der Vorzeitigkeit (auch: Konjunktiv Plusquamperfekt)
- Konjunktiv II der Nachzeitigkeit (auch Konjunktiv Zukunft; zwei Varianten: Konjunktiv Futur I und Futur II)

Sowohl im Konjunktiv I als auch im Konjunktiv II finden die Futur-Formen kaum Verwendung; statt ihrer benutzt man – wie im Indikativ – die Präsensform und gegebenenfalls lexikalische Mittel (morgen, in 3 Jahren usw.).

##### Bildung des Konjunktivs
Der Konjunktiv I wird vom Infinitivstamm des Verbs abgeleitet, gefolgt vom Suffix -e- und der jeweiligen Personalendung. Bei der 1. und 3. Person Singular tritt keine Personalendung auf, bei der 1. und 3. Person Plural vereinen sich Suffix und Endung. 
| 1. | komm + e      | ich komme  | komm (+ e) + en | wir kommen |
| 2. | komm + e + st | du kommest | komm + e + t    | ihr kommet |
| 3. | komm + e      | er komme   | komm (+ e) + en | sie kommen |

Der Konjunktiv II wird vom Indikativ Präteritum des Verbs abgeleitet. Bei schwachen Verben stimmt der Konjunktiv II mit dem Indikativ Präteritum formal überein. Von starken Verben wird er durch die Verbindung des Präteritalstammes des Indikativs ggf. mit dem Suffix -e- und der jeweiligen Personalendung gebildet (mit denselben Ausnahmen und Verschmelzungen wie beim Konjunktiv I), wobei eine Umlautung hinzukommt.
| 1. | kam + e (+ Umlaut)      | ich käme  | kam (+ e) + en (+ Umlaut) | wir kämen |
| 2. | kam + e + st (+ Umlaut) | du kämest | kam + e + t (+ Umlaut)    | ihr kämet |
| 3. | kam + e (+ Umlaut)      | er käme   | kam (+ e) + en (+ Umlaut) | sie kämen |

Der Konjunktiv I und II der zusammengesetzten Zeitformen (formal dem Indikativ Perfekt bzw. Plusquamperfekt, Futur I und Futur II entsprechend) werden gebildet, indem das Hilfsverb (haben/sein/werden) gemäß der Grundregel (Ableitung vom Infinitiv beim Konjunktiv I bzw. von der Präteritumform beim Konjunktiv II) umgebildet wird. Nachstehende Tabelle zeigt dies beispielhaft für die 3. Person Singular.
| Tempus   | Konjunktiv I           |                 | Tempus                 | Konjunktiv II |
| -------- | ---------------------- | --------------- | ---------------------- | ------------- |
| Perfekt  | es sei gekommen        | Plusquamperfekt | es wäre gekommen       |               |
| Futur I  | es werde kommen        | Futur I         | es würde kommen        |               |
| Futur II | es werde gekommen sein | Futut II        | es würde gekommen sein |               |

Bei Gleichklang des Konjunktiv II mit einer anderen Form desselben oder auch eines anderen Verbs kann der Stamm aufgrund der Verwechslungsgefahr verändert werden; diese besonderen Formen halten sich jedoch meist nicht an bestimmte Bildungsregeln. Beispiele hierfür sind: 
- „helfen“ → Präteritum: „(ich) half“ → eigentlicher Konjunktiv II: „(ich) hälfe“ → Gleichklang mit der 1. Pers. Sg. Präsens des Verbs (ich helfe) → Konjunktiv II: „(ich) hülfe“
- „schelten“ → Präteritum: „(ich) schalt“ → eigentlicher Konjunktiv II: „(ich) schälte“ → Gleichklang mit Präteritum-Formen (1. und 3. Pers. Sg.) von „schälen“ → Konjunktiv II: „(ich) schölte“

Dabei sind in einigen Fällen beide Formen möglich, z. B. bei „stehen“: „(ich) stände“ oder „(ich) stünde“.
Wie beim Indikativ neigen viele Sprecher dazu, für die Zukunft die jeweiligen Präsensformen zu benutzen, sodass der Konjunktiv II Futur I seine ursprüngliche Bedeutung weitgehend verloren hat und zur Konjunktiv-Ersatzform (Würde-Form, Konjunktiv III, Konditional) umfunktioniert werden konnte.